# Arab bambuszcápa
Az arab szőnyegcápa (Chiloscyllium arabicum) a porcos halak (Chondrichthyes) osztályába, a cápák és ráják (Elasmobranchii) alosztályába, valamint a rablócápa-alakúak (Orectolobiformes) rendjébe és a Hemiscylliidae családjába tartozó faj.

## Elterjedése
Az Indiai-óceánban honos.

## Megjelenése
Maximális mérete 80 centiméter. Háti része világosbarna, hasi részén fehér vagy világosszürke. Hátán fekete csíkokat visel.

## Életmódja
A tengerfenék kedvelője. Csigákkal , halakal , és kalmárokkal táplálkozik.

## Szaporodása
Tojásrakó.

## Tartási tájékoztató
Meleg kb. 18 fokos vízben érzi jól magát. Nincs túl nagy hely igénye, akár már egy 70 l-es akváriumban is tartható. Élő halakkal etessük!